# J. T. Wyman
James Thomas „J. T.“ Wyman (* 27. Februar 1986 in Edina, Minnesota) ist ein ehemaliger US-amerikanischer Eishockeyspieler. Nachdem er im Jahre 2004 von dem NHL-Franchise Canadiens de Montréal gedraftet wurde, spielte er hauptsächlich für dessen Farmteam, die Hamilton Bulldogs. Es folgten zwei Saisons bei den Tampa Bay Lightning und deren Farmteams, ehe Wyman von Juli 2013 bis Juli 2014 bei den Lake Erie Monsters unter Vertrag stand und seine aktive Karriere nach einem Jahr bei den Nürnberg Ice Tigers beendete. Insgesamt absolvierte Wyman 44 NHL- und 450 AHL-Spiele.

## Karriere
James Thomas Wyman wurde in Edina im Bundesstaat Minnesota geboren und besuchte die Blake High School in Hopkins, einer direkt an Edina grenzenden Kleinstadt. Im dortigen High-School-Team, den Blake Bears, wurde er als eines der vielversprechendsten Talente in seiner Altersklasse angesehen und war für den Minnesota Mr. Hockey nominiert, eine Auszeichnung für den besten Nachwuchsspieler Minnesotas. In seiner letzten Saison in Hopkins erzielte er in 27 Spielen 55 Scorerpunkte. Darauf folgte der NHL Entry Draft 2004, bei dem er an 100. Position von den Canadiens de Montréal ausgewählt wurde. Dieser Draft hätte eigentlich den Chicago Blackhawks zugestanden, allerdings gaben diese ihr Recht für den Transfer von Sergei Beresin im Juni 2002 ab.

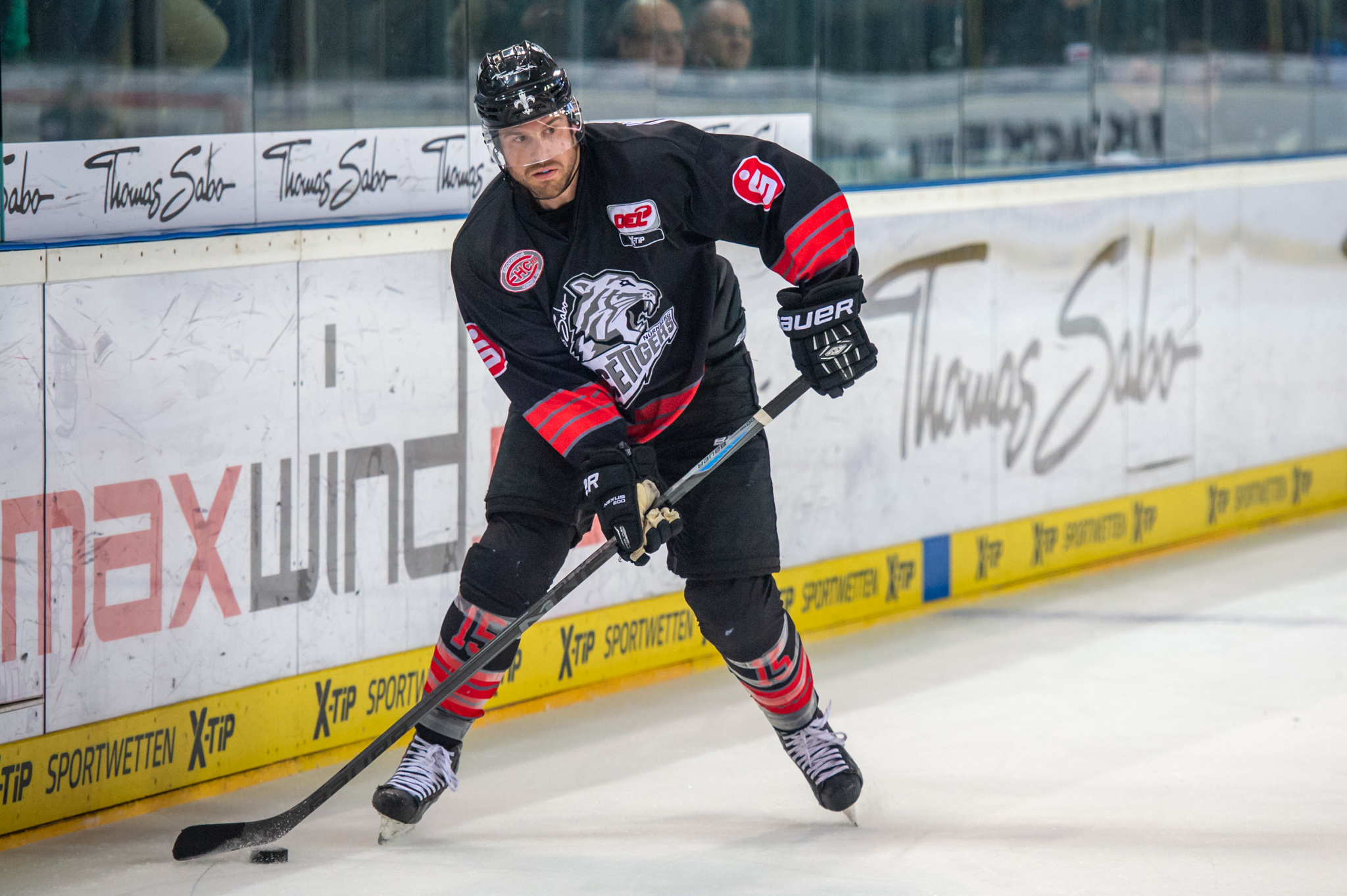
Wyman im Trikot der Nürnberg Ice Tigers (2014)

Bei den Canadiens unterschrieb er einen auf zwei Jahre befristeten Entry Level Contract. Gleichzeitig wechselte er an das Dartmouth College, um seine schulische Laufbahn neben dem Sport fortzusetzen. Mit The Big Green – alle Sportteams der Universität tragen diesen Namen – spielte er fortan im Spielbetrieb der ECAC Hockey, einer reinen Collegeliga. In seinen vier Jahren am College steigerte er seine Leistung auf dem Eis von Jahr zu Jahr; bis auf je 15 Tore und Assists in 29 Spielen der Saison 2007/08. Im Verlauf dieser wurde er vom Farmteam der Canadiens, den Hamilton Bulldogs, einberufen. In der darauf folgenden Spielzeit 2008/09 absolvierte er 52 Spiele für die Bulldogs in der American Hockey League sowie 15 Spiele für die Cincinnati Cyclones in der ECHL.
In den ersten Monaten der Spielzeit 2009/10 stand Wyman unregelmäßig im Kader der Canadiens und kam so am 24. November 2009 gegen die Columbus Blue Jackets zu seinem NHL-Debüt. Insgesamt verbuchte er drei Einsätze, ohne jedoch zu einem Scorerpunkt zu kommen. Bei den Bulldogs gelangen ihm in der Saison 41 Punkte in 95 Spielen, wobei die Mannschaft in den Play-offs um den Calder Cup bis ins Halbfinale kam. Nachdem er die nächste Spielzeit komplett in der AHL verbrachte (und in den Play-offs wieder im Halbfinale scheiterte), wurde er im Juli 2011 als Free Agent von den Tampa Bay Lightning verpflichtet. Nachdem er sich in wenigen Monaten in deren Farmteam, den Norfolk Admirals, etabliert hatte, gehört er ab Dezember 2011 fest zum NHL-Kader der Lightning. Bereits im dritten Spiel gelangen ihm ausgerechnet gegen die Canadiens sein erstes Tor sowie sein erster Assist in der NHL, sodass er maßgeblichen Anteil am 4:3-Erfolg hatte. Insgesamt absolvierte er in seiner ersten NHL-Saison 40 Spiele mit insgesamt 11 Torbeteiligungen. Im Anschluss an die Spielzeit verlängerte er seinen Vertrag in Tampa um ein weiteres Jahr.
Aufgrund des Lockouts wurde Wyman zur neuen Saison an das neue Farmteam, die Syracuse Crunch, abgegeben. Dort erreichte er mit der Mannschaft die Play-offs und kam in 94 Spielen auf 45 Scorerpunkte. Erst im April 2013 wurde er zum Ende der Saison noch ein einziges Mal von den Lightning eingesetzt, beim Spiel gegen die Buffalo Sabres. Als Free Agent verließ er Tampa nach der Saison 2012/13 und wurde schließlich für ein Jahr von der Colorado Avalanche unter Vertrag genommen. Dieser Vertrag wurde, nachdem er ausschließlich bei den Lake Erie Monsters in der AHL zum Einsatz gekommen war, im Juli 2014 nicht verlängert, sodass er nach Deutschland zu den Nürnberg Ice Tigers wechselte. Nach der Saison 2014/15 beendete er seine Karriere.